# غاش بادامي (رستاق)
غاش بادامي (بالفارسية: غاش بادامی) هي قرية تقع في إيران في Rostaq Rural District.